# Roja de Narbarte
Roja de Narbarte es el nombre de una variedad cultivar de manzano (Malus domestica) Está cultivada en la colección del Banco de Germoplasma del manzano de la Universidad Pública de Navarra de la finca de Santesteban clave: Roja de Narbarte ejemplares procedentes de esquejes localizados en Narvarte (municipio de Bértiz-Arana, Merindad de Pamplona, Navarra).

## Sinónimos
- "Manzana Roja de Narvarte",[7]
- "Roja de Narbarte Sagarra",[8][9][10][11][12][2]

## Características
El manzano de la variedad 'Roja de Narbarte' tiene un vigor medio. El árbol tiene tamaño medio y porte mesótono, con tendencia a ramificar baja, con hábitos de fructificación en ramos cortos y largos; ramos con pubescencia ausente o muy débil; presencia de lenticelas escasa; grosor de los ramos grueso; longitud de los entrenudos media.
Tamaño de las flores medias, época de floración tardía (característica muy deseable para tener una cosecha abundante, evitando las heladas), con una duración de la floración larga.
La variedad de manzana 'Roja de Narbarte' tiene un fruto de tamaño medio a grande, de forma oblongo cónica; con color de fondo verde amarillento, importancia del sobre color bicolor, color del sobre color rojo, distribución del sobre color placas /rayas en zonas expuestas al sol, y una sensibilidad al "russeting" (pardeamiento áspero superficial que presentan algunas variedades) de 0 a 20%; acidez baja, azúcar alto, y firmeza de la carne media; Peso promedio: 163gr/fruto.
Época de maduración y recolección tardía, a partir del 16 de septiembre a 21 de octubre. Se trata de una variedad de productividad media. Se usa como manzana de sidra.

## Análisis de Mosto
En los análisis del mosto de 'Roja de Narbarte' se ha encontrado pH: 2,94; Polifenoles: 2,12 gr/l; ºBrix: 13,6; Relación S/L: 1,7.
La variedad 'Roja de Narbarte' está considerada una variedad correctora de las características organolépticas en la elaboración de sidra, por sus valores bajos de pH y los polifenoles altos, así como valores adecuados del Grado Brix.

## Susceptibilidades
- Moteado: no presenta
- Fuego bacteriano: no presenta[4][13][15]